# 12 Dywizja Pancerna (Bundeswehra)
12 Dywizja Pancerna (niem. 12. Panzerdivision)  – pancerny związek taktyczny Bundeswehry.
W okresie zimnej wojny dywizja  wchodziła w skład 3 Korpusu Armijnego i przewidziana była do działań w pasie Centralnej Grupy Armii.

## Struktura organizacyjna
Organizacja w 1989:
- dowództwo dywizji – Veitshöchheim
- 34 Brygada Pancerna – Koblenz-Horchheimer Höhe
- 35 Brygada Zmechanizowana – Hammelburg
- 36 Brygada Pancerna – Bad Mergentheim
- 12 pułk artylerii – Tauberbischofsheim
- 12 pułk przeciwlotniczy – Hardheim